# Паливода, Игорь Игоревич
Игорь Игоревич Паливода (16 мая 1950, Стерлитамак — 28 февраля 1996, Минск) — советский и белорусский композитор и пианист.

## Биография
Родился 16 мая 1950 года в г. Стерлитамак (Башкирская АССР) в семье музыканта, в том же году семья переехала в Минск.
В 1957 году поступил в музыкальную школу при Белорусской государственной консерватории (БГК) на фортепианное отделение в класс профессора Г. И. Шершевского, в 1968—1974 гг. продолжал обучение у него же в консерватории. В 1973 году, будучи студентом IV курса БГК, стал дипломантом Всесоюзного конкурса пианистов (г. Минск).
В 1974 году после окончания консерватории служил в рядах Советской Армии.
В 1975 году начал работать в концертно-эстрадном бюро Белорусской государственной филармонии (сотрудничал в бригаде конферансье В. Синайского и А. Рыжковой, а также в эстрадном оркестре ресторана г. Заславля под Минском в качестве пианиста).
В 1978 году в связи с внезапной болезнью пианиста А. Гилевича и необходимостью срочной замены был приглашен Владимиром Мулявиным в ансамбль «Песняры».
В 1983 году вторично поступил в Белгосконсерваторию на композиторское отделение в класс проф. Д. Смольского, по окончании обучения в 1988 году на протяжении года вновь работал в ансамбле «Песняры».
С осени 1989 года совмещал работу аранжировщика в Государственном концертном оркестре Беларуси под управлением  Михаила Финберга с участием в джазовом коллективе Игоря Сафонова «Пятый угол» (название придумано Игорем Паливодой по его же одноимённой пьесе).
Умер 28 февраля 1996 года в Минске от сердечного приступа.

## Творчество

### Работа в ансамбле «Песняры»
Внёс значительный вклад в звучание ансамбля в конце 1970-х-1980-е годы: пианизм Паливоды стал отличительной чертой инструментального стиля «Песняров». Кроме того, являлся аранжировщиком нескольких программ (программа календарно-обрядовых песен, «Через всю войну» и др.) и таких песен, как «Разлад», «Людка», «Ну как тут не смеяться», «Не гляди на меня», «Марыся» и др. «Песняры» исполняли и оригинальные песни композитора, среди которых — «Монолог собаки» (сл. П. Макаля), «Милую тебя» (слова Владимира Некляева), «Сівы голуб» (слова Леонида Прончака, исполнена Анатолием Кашепаровым в 1994 г.).
Кроме того, Паливода являлся редактором песняровской юмористической газеты «Ведамасць», был незаурядным рисовальщиком-карикатуристом, а также автором множества стихов, литературных эссе и фантастического романа в 3-х томах (самиздат). В его архиве также — неизданные дневники 1980 — 1995 гг., являющиеся неотъемлемой частью его творческого наследия.

### Классическая музыка
Среди работ композитора: 6 фортепианных прелюдий (1970-е гг.), цикл «Веселые нищие» на стихи Роберта Бёрнса в переводе Самуила Маршака для ансамбля «Песняры» (1981), вариации для фортепиано (1984), соната для фортепиано (1985), увертюра-фантазия «Раймонда» для камерного оркестра и литавры-соло по песням Раймонда Паулса (1985, оркестрована в соавторстве с Л. Гутиным), «Музыка для струнных и фортепиано» (1986), концерт для фортепиано с оркестром (1987), кантата «Слово» на стихи русских и советских поэтов (1988), скерцо для деревянных духовых инструментов (1995), хоровая фуга «Урок сольфеджио» (1995), прелюдия и фуга для струнного оркестра (1995), поп-опера «Максим» на стихи Максима Богдановича (1992, либретто Леонида Прончака), опера-песня «Беларушчына» на стихи Янки Купалы (1993), песенный цикл «Матчын спеў» на стихи Аркадия Кулешова (1994) (все три программы исполнены Государственным концертным оркестром Беларуси под управлением Михаила Финберга), цикл «Нёман» на народные тексты (1995, исполнен после смерти автора солистами белорусской эстрады Анатолием Ярмоленко, Алесей, Надеждой Микулич, Г. Галендой, ансамблем «Белорусские песняры»). Игорь Паливода — автор песен на стихи белорусских поэтов Леонида Прончака, Григория Бородулина, Геннадия Буравкина, Ольги Ипатовой, Владимира Некляева и др.

## Память
Мемориальная доска известному белорусскому композитору была открыта 28 февраля 2020 г. по улице Седых, 32, г. Минска. Её композиционное и пластическое исполнение выдержано в лучших традициях классического и национального монументального искусства и отражает главную идею произведения - увековечение памяти композитора. На торжественном мероприятии в исполнении БГА “Песняры” прозвучали произведения самого Игоря Паливоды.
Текст на мемориальной доске гласит: 
В этом доме с 1986 по 1996 год жил и работал композитор, пианист, артист ансамбля "Песняры" Игорь Паливода.